# NowJelli紫金國際台
NowJelli紫金國際台是由Now TV與江蘇省廣播電視總台的江蘇衛視、江蘇國際頻道共同打造的海外華語資訊娛樂頻道。自2015年2月1日正式啟播以來，頻道的覆蓋範圍涵蓋了香港、澳門、馬來西亞、新加坡和泰國等多個國家和地區。

## 歷史與發展
2015年2月1日，江廣盈科媒體有限公司正式成立，運營，於Now TV 108頻道及Hypp TV 205頻道正式啟播。
2016年8月10日，新加坡Singtel TV now Jelli 於512頻道正式開播，並免費試看至9月1日。
2016年10月3日，NowJelli改名為NowJelli紫金國際台。
2018年3月1日起，馬來西亞Unifi TV頻道號碼更改，由205調到233頻道。
2021年9月，此頻道於新加坡星和視界第821頻道啟播，並於2023年9月停播。
2023年12月1日，澳門有線電視於16頻道正式開播。

## 播放節目

### JSBC节目
NowJelli紫金國際台主要播放江蘇衛視及江蘇省廣播電視總台的國語綜藝娛樂節目、真人秀、群星比賽等節目如：
- 非誠勿擾
- 緣來不晚（江苏综艺频道）
- 江蘇衛視跨年演唱會
- 音樂緣計劃
- 野挺有趣
- 大使的廚房
- 味道
- 我在島嶼讀書
- 閃閃發光的你
- 我是女演員
- 超腦少年團
- 一站到底
- 蒙面舞王（江苏卫视和灿星制作）

### 其他中国电视台节目
NowJelli紫金國際台也会播出非江苏广播电视总台制作的节目如：
- 令人心動的offer
- 極限挑戰
- 王牌對王牌
- 我們的歌
- 一拍即合的我們
- 追星星的人
- 半熟戀人
- 怦然心動20歲
- 時光音樂會
- 听說很好吃
- 90 婚介所
- 同學來了
- 請吃飯的姐姐